# Baires en 10
Baires en 10 (estilizado como B10 desde 2015) fue un noticiero argentino, emitido por Telefe. Fue la segunda edición informativa de Telefe Noticias, después de Diario de medianoche y antes de Baires directo.

## Historia
Comenzó el 19 de marzo de 2012 y fue conducido por Daniel Roggiano. Este micronoticiero era un resumen sobre el tiempo, los servicios y el tránsito en la Ciudad Autónoma de Buenos Aires.
El horario era de lunes a viernes de 07:50 a 08:00 (UTC -3) con una duración de 10 minutos y después en junio de 2015, pasa a ser de 06:50 a 07:00 (UTC -3).
Más adelante, el noticiero se finalizó el 1° de septiembre de 2017.